# Памятник жертвам сталинского геноцида (Элиста)
Памятник жертвам сталинского геноцида — памятник, находящийся около культурного центра «Родина» в Элисте, Калмыкия.
Установлен в 1992 году. Автор — калмыцкий скульптор C. И. Шолаев. Высота памятника — 1,8 метра и ширина — 0,9 метров.
7 мая 2009 года памятник был внесён в реестр объектов культурного наследия Республики Калмыкия (№ 344).

## Описание
Памятник представляет собой большой цельный камень из известняка. У подножия памятника установлена информационная табличка с надписью на калмыцком и русском языках:

Камень-известняк 
 памятник жертвам
 сталинского геноцида
Доставлен с места
захоронения фронтовиков 
Калмыкии умерших
при сооружении
Широковской ГЭС
в 1944—1945 годах

|

Эн дотл чолун
 сталинск эркиил
 лhнлə харhҗ хор
 лгдсн улсин бумб
1944 — 1945 җ.
Широковск ГЭС-ин тосхл-
hнд əмнəсн хаhсцн 
 Хальмг цергчнрин
 оршагдсн hазрас 
 Авч иргдв

## Памятное событие
В начале 1944 года около 6000 воинов-калмыков, служивших в РККА, по национальному признаку были отозваны с фронтов. Офицеров и политработников — около 400 человек — демобилизовали и отправили к семьям. Остальные были направлены в строительные батальоны. Основное число — около 3000-3600 человек, были направлены в Молотовскую область (ныне Пермский край) на строительство Широковской ГЭС. За год работы 138 человек из них погибло при взрывных работах, крушениях составов, завалах в забое.

## Источник
- Постановление Народного Хурала (Парламента) Республики Калмыкия от 7 мая 2009 г. № 226-IV «Об утверждении Списка объектов культурного наследия Республики Калмыкия»